# Darıca
Darıca is een stad in de Turkse provincie Kocaeli. De kuststad ligt aan de noordelijke kustlijn van de golf van İzmit op het punt waar de golf uitmondt in de Zee van Marmara. Bij de volkstelling van 2007 telde Darıca 109.580 inwoners.

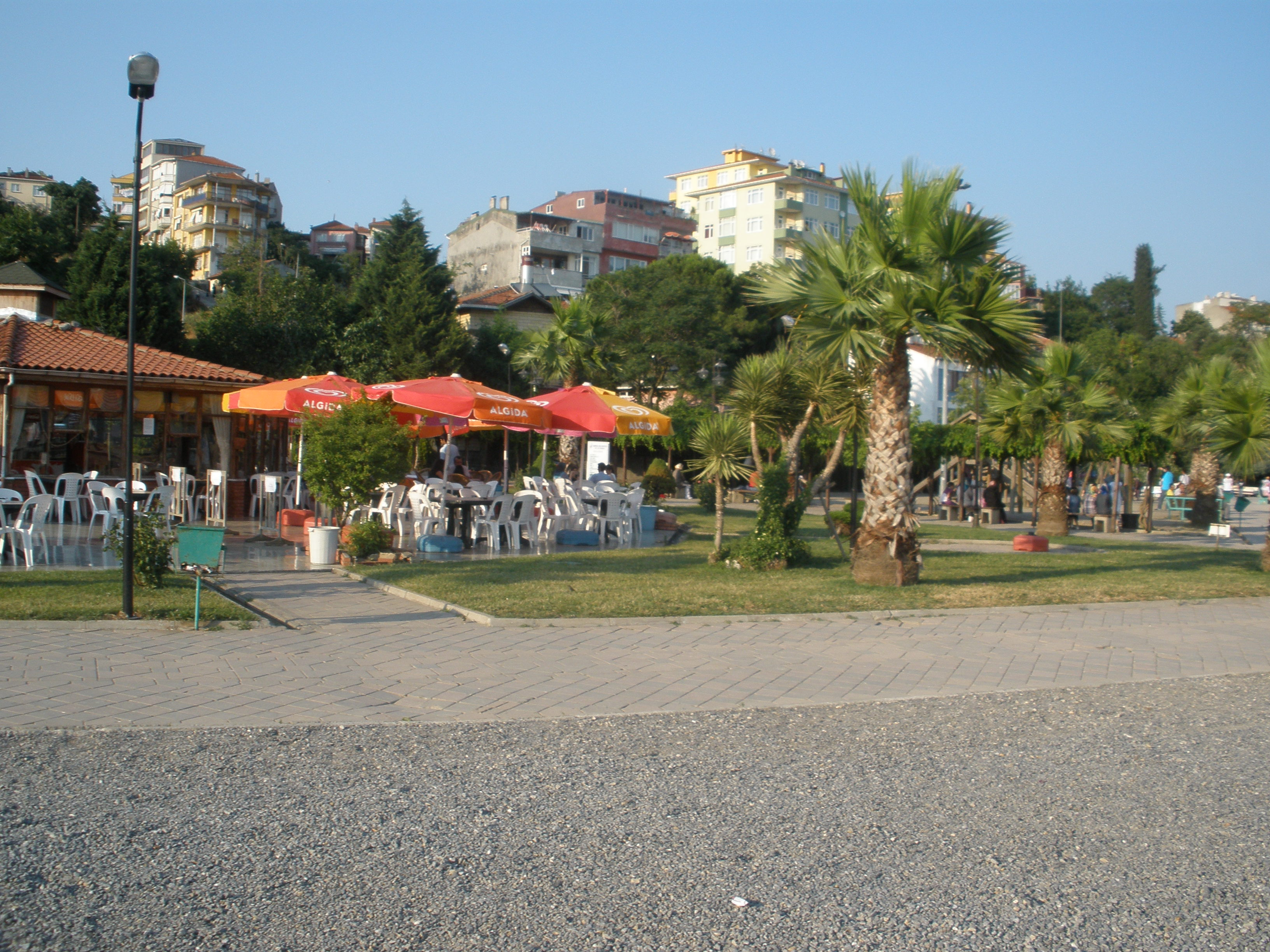
Boulevard